# Ribera (Álava)
Ribera es un despoblado que actualmente forma parte del concejo de Valderejo, que está situado en el municipio de Valdegovía, en la provincia de Álava, País Vasco (España).

## Localización
El acceso al despoblado se efectúa a través de la carretera que partiendo desde San Zadornil sigue dirección al pueblo de Villafría de San Zadornil, para una vez alcanzado éste tomar el descendiente camino de piedra suelta que nos traslada hasta el deshabitado pueblo de Ribera, no sin antes deleitar nuestra vista con las placenteras y verdes praderas donde pasta el ganado.

## Geografía
Se ubica a los pies de la agreste cornisa calcárea de la Sierra de Arcena, alcanzando una altitud media de 776 m s. n. m., en pleno corazón del parque natural de Valderejo.

## Demografía
| Gráfica de evolución demográfica de Ribera entre 1802 y 2017                      |
|                                                                                   |
| Población de derecho, según los censos de población de la Enciclopedia Auñamendi. |

## Monumentos
Iglesia Parroquial de San Esteban: Encaramada sobre abrupta roca, a cuyos pies transitan las aguas del río Purón se alza la efigie del templo parroquial. La nave se construye con bóveda de cañón apuntada, cabecera recta con ventanal protogótico y espadaña románica a los pies de aquella. La portada, canes y capiteles recuerdan su origen románico.
En la cabecera del templo se encuentran pinturas murales de estilo gótico lineal apuntando motivos religiosos diversos.